# Окамура, Тэнсай
Тэнсай Окамура (яп. 岡村 天斎 Окамура Тэнсай, род. 13 декабря 1961 года в префектуре Фукусима в Японии) — сценарист аниме и аниматор. Вырос в Иокогаме (префектура Канагава). Он является выпускником университета Васэда (департамента науки и техники).

## Биография
Имя при рождении — Ютака Окамура (яп. 岡村 豊 Окамура Ютака). В 1991 году он сменил имя на Тэнсай.
Во время своих студенческих лет в университете Васэда Окамура состоял в кружке исследования манги вместе с другими начинающими аниматорами, создал своё первое независимое аниме там. После окончания университета Окамура присоединился к анимационной студии Madhouse в качестве аниматора. В 1989 году он дебютировал в качестве режиссёра эпизода из аниме Yawara! и вскоре свой полный режиссёрский дебют в 1995 году с анимационным фильмом «Воспоминания о будущем». Позже он покинул Madhouse и начал работать над несколькими проектами самостоятельно.

## Работа

### Аниме-сериалы
- Yawara! (ТВ, 1989, режиссёр эпизода/сегмента)
- «Евангелион» (ТВ, 1995, режиссёр эпизодов 13 и 18)
- Medabots (1999, главный режиссёр)
- Android Kikaider (2000, главный режиссёр)
- «Волчий дождь» (ТВ и OVA, 2003—2004, главный режиссёр)
- Project Blue Earth SOS (ТВ, 2006, главный режиссёр)
- Darker than Black (ТВ-1, 2007, создатель, главный режиссёр)
- Soul Eater (ТВ, 2008, режиссёр 13 эпизода)
- Darker than Black (ТВ-2, 2009, создатель, главный режиссёр)
- «Синий Экзорцист» (ТВ-1, 2011, создатель, главный режиссёр)
- «Семь смертных грехов» (ТВ, 2014, режиссёр)
- World Conquest Zvezda Plot (ТВ, 2014, главный режиссёр)
- Kuromukuro (ТВ, 2016, главный режиссёр)

### Анимационные фильмы
- «Наруто (фильм первый)» (2003, главный режиссёр)
- «Синий экзорцист (фильм первый)» (2011; создатель, главный режиссёр)